# Club Deportivo Getxo
El Club Deportivo Getxo es un club de fútbol español, de la ciudad de Guecho (Vizcaya). Fue fundado en 1927 y juega actualmente en la División de Honor de Vizcaya. Hasta la temporada 1983-84 se denominó Club Deportivo Guecho.

## Historia
El Club Deportivo Getxo fue fundado el 9 de junio de 1927 en el barrio de Algorta de Guecho. Ese día, un grupo de aficionados, entre ellos algunos ilustres como Otaola, Erentxun, Libano, Hormaza, Albizu, Uriarte y Lejarzegi, convocaron al vecindario en las escuelas públicas de la plaza y en esa reunión se definieron el nombre del equipo, sus colores y la cuota a pagar por los socios, quedando constituida la primera junta deportiva.
En los primeros nueve años, antes del parón provocado por la guerra civil, los éxitos fueron numerosos, proclamándose en varias ocasiones campeón de Vizcaya de su categoría, consiguiendo escalar por las ligas regionales de la provincia. En 1945, el club consiguió su primer ascenso a Tercera División, en donde coincidió con su vecino, el Arenas Club.
En las siguientes cuatro décadas, el C. D. Guecho se afianzó como un clásico de Tercera, llegando a disputar una fase de ascenso a Segunda División al término de la campaña 1958-59. Durante esos 40 años, estuvo 35 temporadas en Tercera División, cuatro temporadas en regional y una temporada de fugaz paso por la 2.ª B.
Durante todos estos años el Getxo ha participado en una docena de ocasiones en la Copa del Rey. En la edición de 1978 llegó a derrotar por 2-0 al Sevilla FC en la primera eliminatoria, aunque fue eliminado finalmente por los andaluces con un 3-2 en el global.
La nómina de jugadores famosos que pasaron por el C. D. Getxo es bastante extensa. Por destacar aquellos que tuvieron mayor resonancia; casi todos hicieron carrera en el Athletic Club y llegaron a ser internacionales: Nando González, José María Orue, Vicente Unamuno, Eneko Arieta, José María Maguregui, José Luis Arteche, Mauri Ugartemendía, Manolín Martínez,  Ángel María Villar, José María Echevarría, Carlos Ruiz Herrero, Etura, Izkoa, Landeta, Hormaza, Dani, Merodio, José María Amorrortu, Endika Guarrotxena, Txiki Sáinz, Txato Núñez, Iturriaga, Asier Goiria. 

## Uniforme
- 1ª equipación: camiseta de rayas verticales gualdinegras, pantalón negro y medias de rayas horizontales gualdinegras.
- 2.ª equipación: camiseta burdeos, pantalón blanco y medias burdeos

## Estadio
El C. D. Getxo ha jugado durante toda su historia en el campo municipal de Fadura. Es un campo de hierba de 104x67 metros, situado en el municipio de Guecho. Tiene capacidad para 1824 espectadores.

## Datos del club
- Temporadas en 1.ª: 0
- Temporadas en 2.ª: 0
- Temporadas en 2ª B: 1
- Temporadas en 3.ª: 47
- Mejor puesto en la liga: 20.º (2.ª B temporada: 79-80)

## Palmarés
- Subcampeón del Campeonato de España de Aficionados (2): 1950, 1971.

### Trofeos amistosos
- Trofeo Ategorri: (5) 1991, 1992, 1993, 1994, 2019